# Bożena Krawiecka
Bożena Zofia Krawiecka (ur. w 1935 zm. 5 kwietnia 2021) – polska chemik, dr hab. inż.

## Życiorys
Pracowała w Centrum Badań Molekularnych i Makromolekularnych Polskiej Akademii Nauk. W 1993 habilitowała się na podstawie rozprawy zatytułowanej Chemia i stereochemia oddziaływania fluorowców z tiolo- i selenoloestrami kwasów tetrakoordynacyjnego fosforu.
Zmarła 5 kwietnia 2021.